# Via del Tritone
Via del Tritone är en gata i Rione Trevi och Rione Colonna i Rom, vilken löper från Largo Chigi/Piazza di San Claudio till Piazza Barberini. 

## Beskrivning
Gatan är uppkallad efter Fontana del Tritone, utförd av Giovanni Lorenzo Bernini 1642–1643.
Via del Tritone anlades mellan 1880-talet och 1920-talet. Vid vägarbetena revs en rad byggnader, bland annat kyrkan Sant'Angelo Custode.

## Byggnader

### Kyrkobyggnader
- Santa Maria Odigitria al Tritone
- Oratorio del Santissimo Sacramento al Tritone
- Sant'Angelo Custode
- San Nicola in Arcione

### Profana byggnader
- Hotel Select (Palazzo del Messaggero)
- Palazzo del Tritone
- Palazzo INA
- Palazzo De Angelis

### Övrigt
- Via Rasella

## Bilder

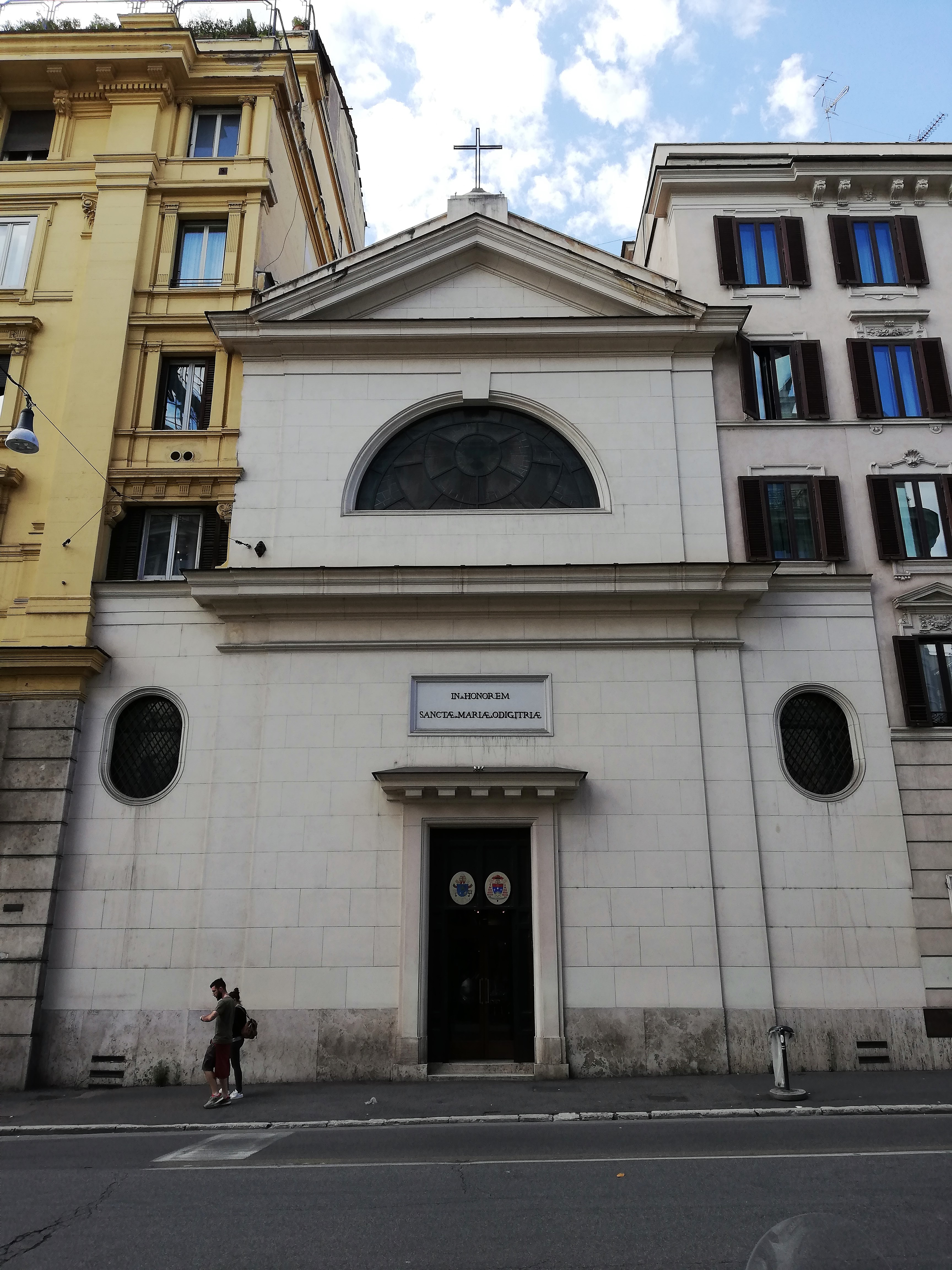
Santa Maria Odigitria al Tritone.
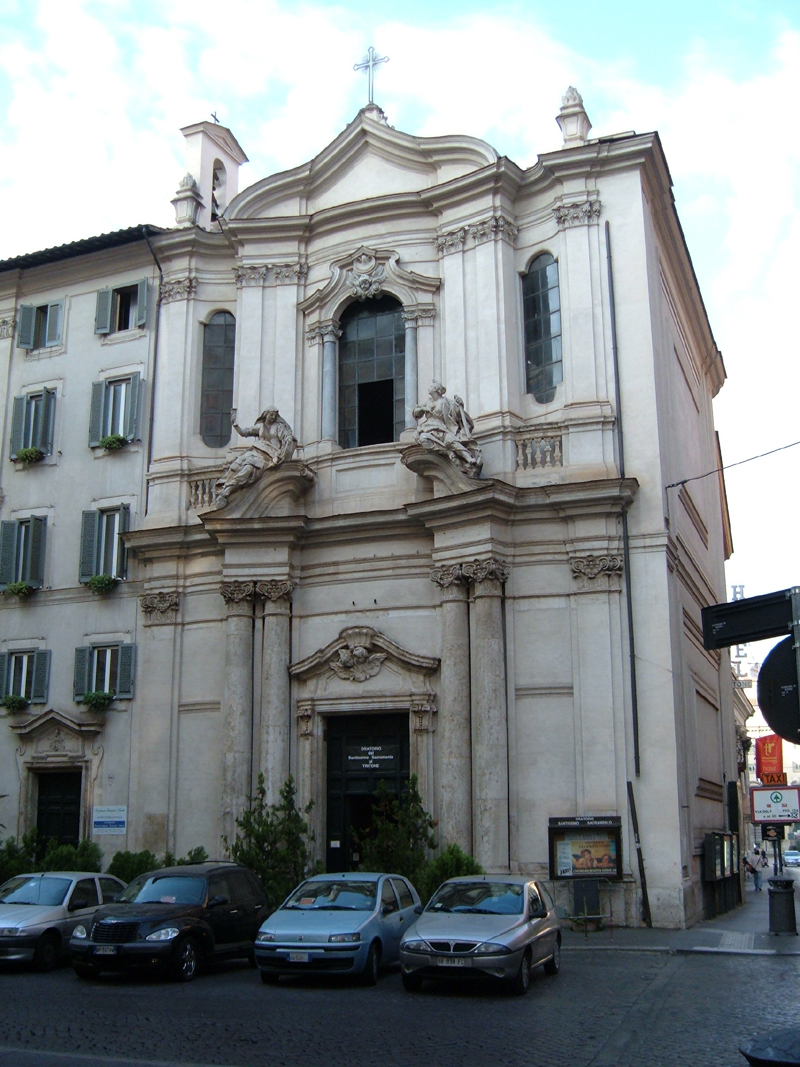
Oratorio del Santissimo Sacramento al Tritone.
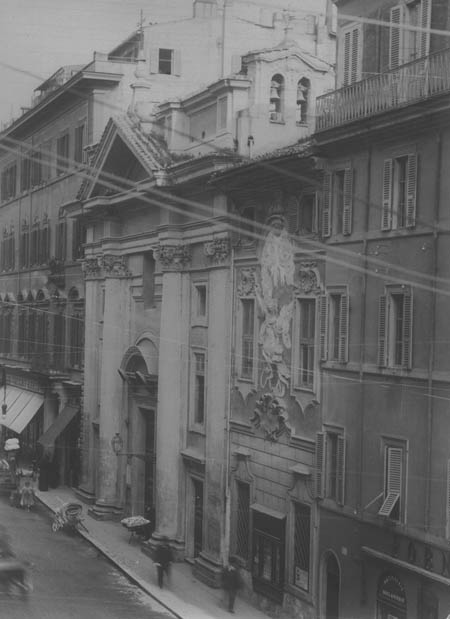
Sant'Angelo Custode.
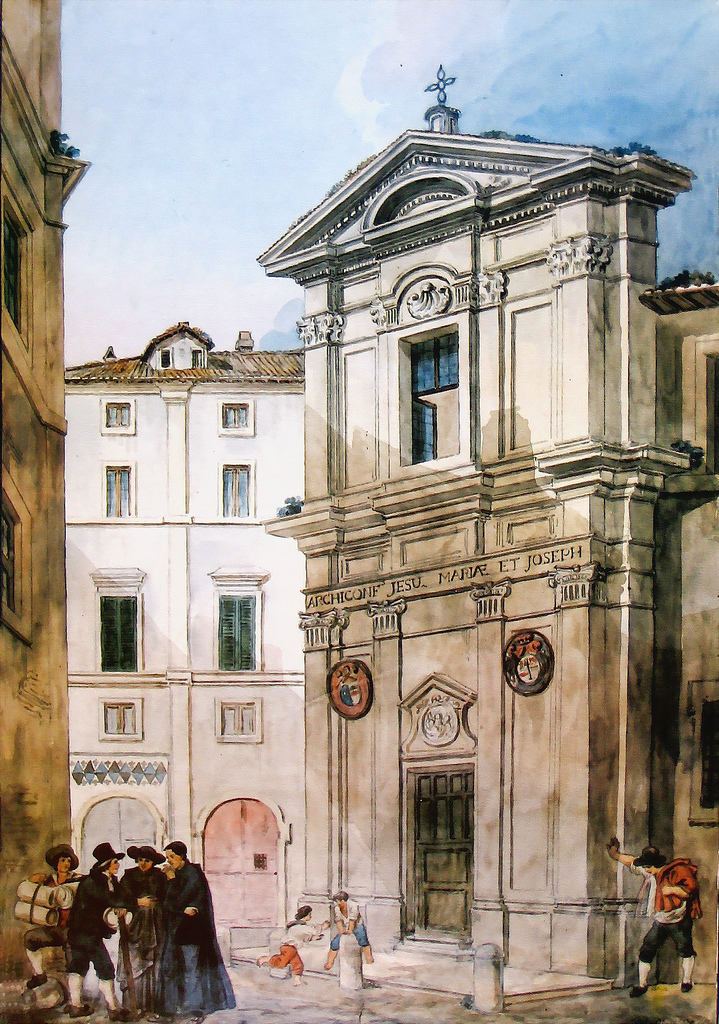
San Nicola in Arcione.

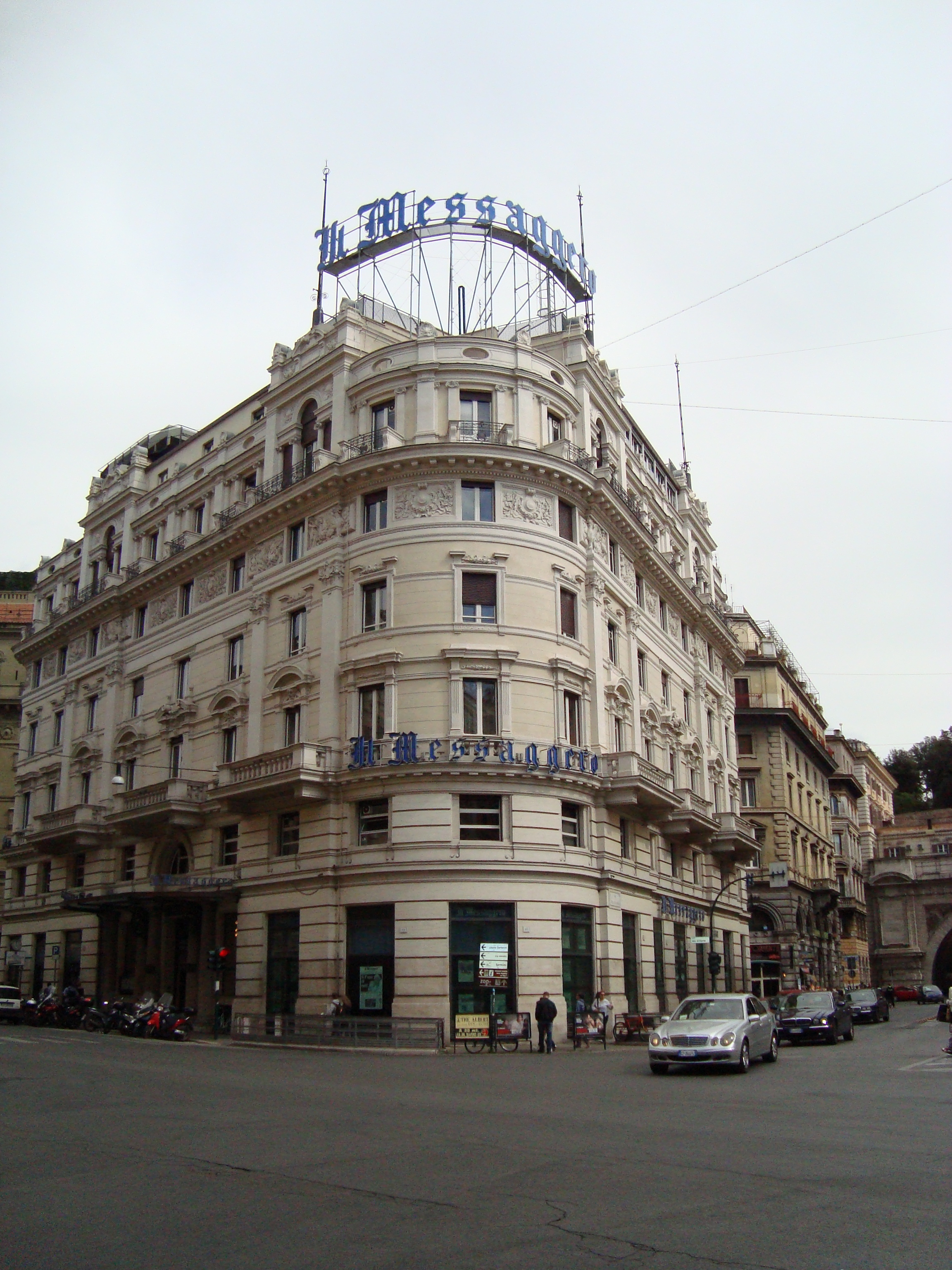
Hotel Select.
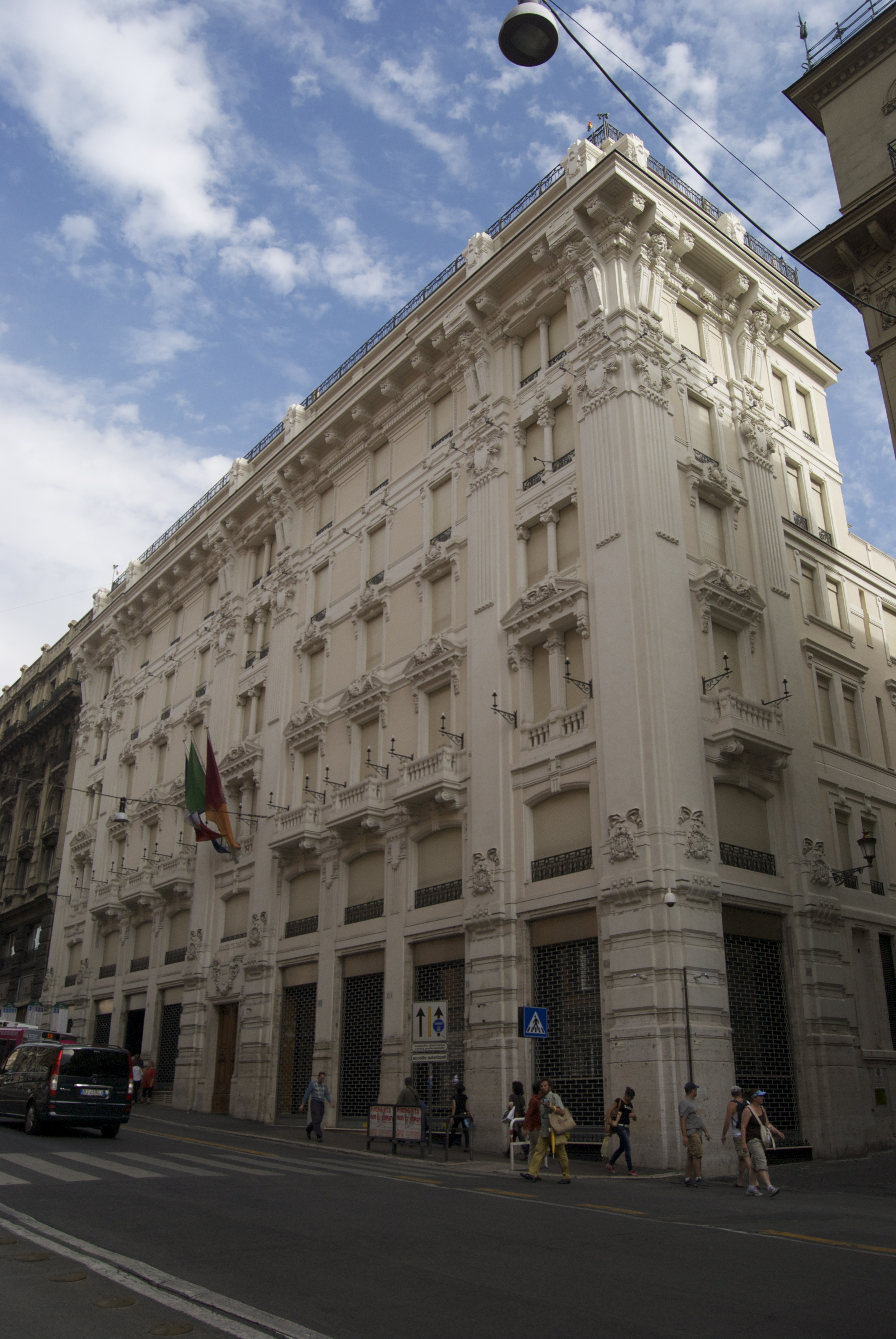
Palazzo del Tritone.
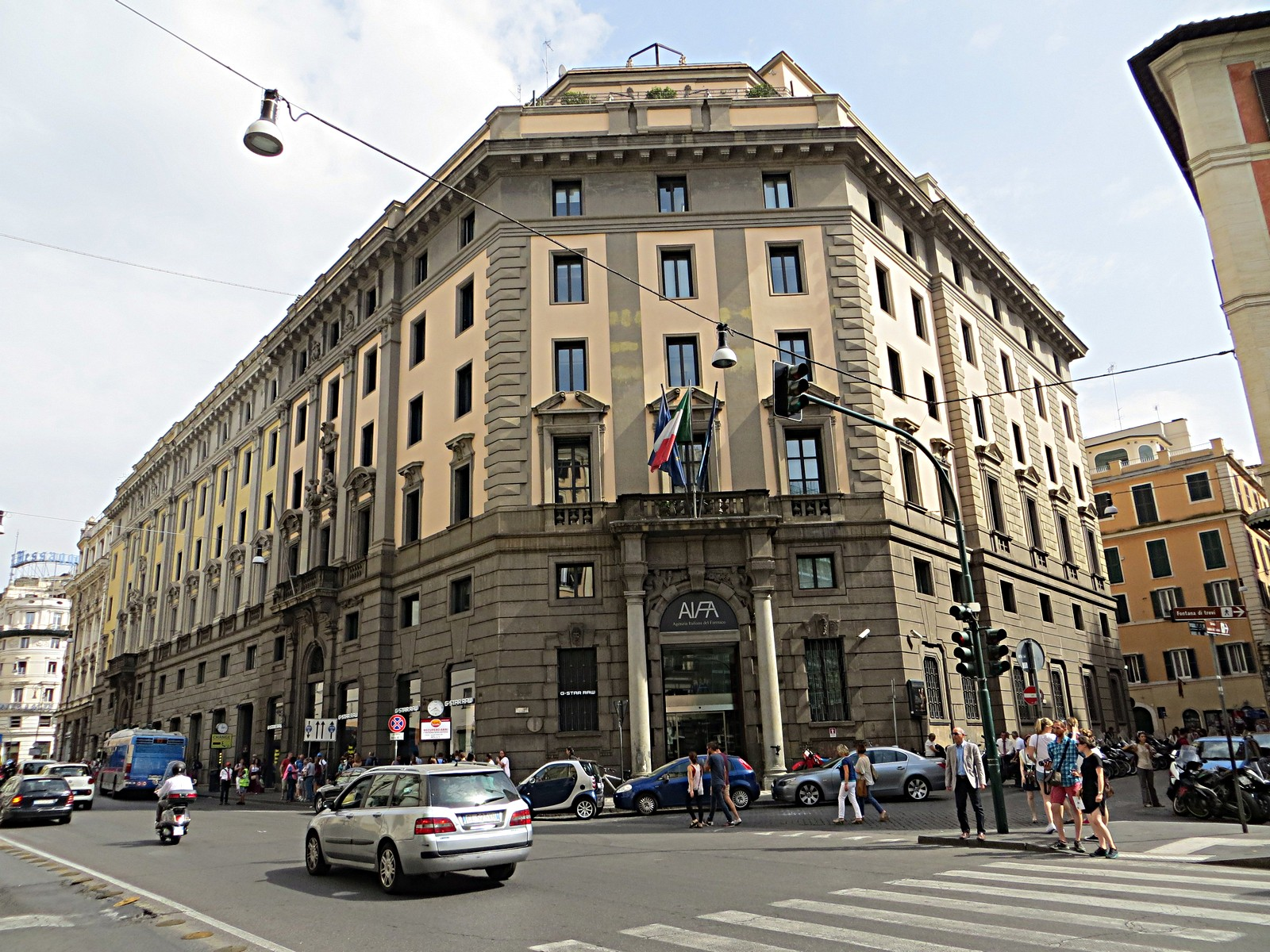
Palazzo INA.
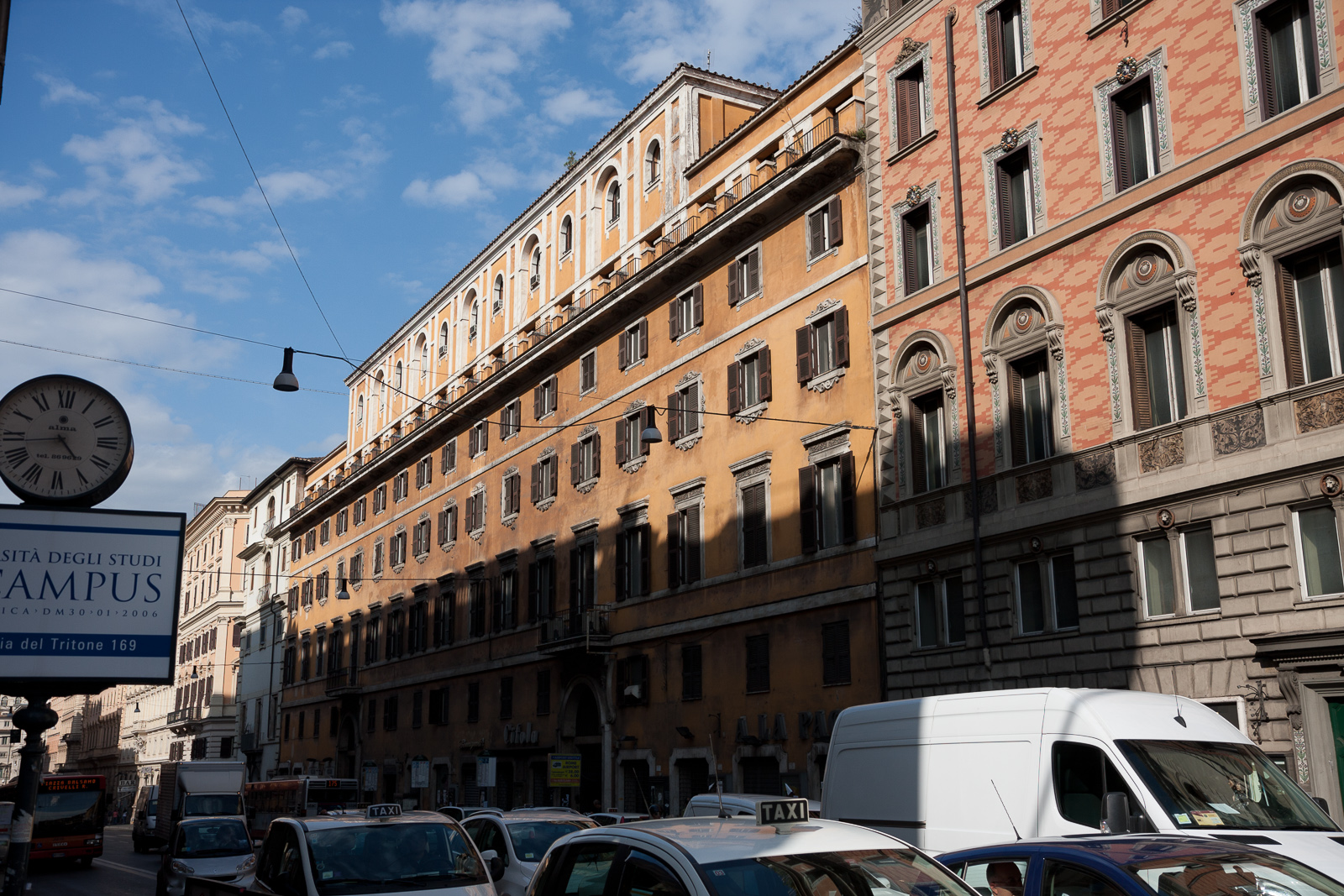
Palazzo De Angelis.